# Changos de Naranjito 2021
Questa voce raccoglie le informazioni riguardanti i Changos de Naranjito nelle competizioni ufficiali della stagione 2021.

## Organigramma societario
Area direttiva
- Presidente: Alexis Aponte

Area tecnica
- Primo allenatore: Jamille Torres

## Rosa
| N° | Nome              | Ruolo | Data di nascita  | Nazionalità sportiva |
| -- | ----------------- | ----- | ---------------- | -------------------- |
| 1  | José Mulero       | L     | 25 ottobre 1991  | Porto Rico           |
| 2  | Eric Delgado      | P     | -                | Porto Rico           |
| 4  | Jorge López       | S     | 6 febbraio 1992  | Porto Rico           |
| 5  | Luis Vega         | S     | 19 giugno 1994   | Porto Rico           |
| 6  | Luis Candelario   | C     | 11 novembre 1988 | Porto Rico           |
| 8  | Ángel Rivera      | C     | 12 maggio 1992   | Porto Rico           |
| 9  | Juan Vázquez      | O     | 23 gennaio 1991  | Porto Rico           |
| 10 | Edwin Ortiz       | P     | -                | Porto Rico           |
| 11 | Juan Miguel Ruiz  | P     | 24 aprile 1981   | Porto Rico           |
| 13 | Jonathan Martínez | S     | 27 ottobre 1993  | Porto Rico           |
| 14 | Edwin Aquino      | C     | 9 novembre 1984  | Porto Rico           |
| 15 | Amaury Miranda    | P     | 19 giugno 1996   | Porto Rico           |
| 16 | Jackson Rivera    | S     | 19 agosto 1987   | Porto Rico           |
| 18 | Héctor Santiago   | O     | -                | Porto Rico           |
| 19 | Rubén Martínez    | L     | -                | Porto Rico           |

## Mercato
| Acquisti | Acquisti          | Acquisti         | Acquisti   |
| R.       | Nome              | da               | Modalità   |
| -------- | ----------------- | ---------------- | ---------- |
| L        | José Mulero       | IE Matadors      | definitivo |
| P        | Eric Delgado      | ?                | definitivo |
| S        | Jorge López       | -                | definitivo |
| S        | Luis Vega         | -                | definitivo |
| C        | Luis Candelario   | -                | definitivo |
| C        | Ángel Rivera      | Dallas Tornadoes | definitivo |
| O        | Juan Vázquez      | -                | definitivo |
| P        | Edwin Ortiz       | ?                | definitivo |
| P        | Juan Miguel Ruiz  | -                | definitivo |
| C        | Edwin Aquino      | -                | definitivo |
| P        | Amaury Miranda    | -                | definitivo |
| S        | Jackson Rivera    | -                | definitivo |
| O        | Héctor Santiago   | ?                | definitivo |
| L        | Rubén Martínez    | -                | definitivo |
| S        | Jonathan Martínez | -                | definitivo |

| Cessioni | Cessioni     | Cessioni | Cessioni   |
| R.       | Nome         | a        | Modalità   |
| -------- | ------------ | -------- | ---------- |
| P        | Eric Delgado | -        | svincolato |

## Risultati

### LVSM

#### Regular season
| 1ª giornata - 16 settembre 2021 Coliseo Mario Morales, Guaynabo          | Mets de Guaynabo         | 3 - 1 | Changos de Naranjito     | 30-28, 23-25, 25-23, 25-23        |
| 2ª giornata - 18 settembre 2021 Coliseo Gelito Ortega, Naranjito         | Changos de Naranjito     | 0 - 3 | Caribes de San Sebastián | 15-25, 22-25, 21-25               |
| 3ª giornata - 24 settembre 2021 Coliseo Gelito Ortega, Naranjito         | Changos de Naranjito     | 3 - 1 | Patriotas de Lares       | 25-18, 19-25, 25-19, 25-22        |
| 4ª giornata - 26 settembre 2021 Coliseo Guillermo Angulo, Carolina       | Gigantes de Carolina     | 0 - 3 | Changos de Naranjito     | 23-25, 23-25, 23-25               |
| 5ª giornata - 1º ottobre 2021 Palacio de Recreación y Deportes, Mayagüez | Indios de Mayagüez       | 0 - 3 | Changos de Naranjito     | 23-25, 18-25, 23-25               |
| 6ª giornata - 2 ottobre 2021 Coliseo Gelito Ortega, Naranjito            | Changos de Naranjito     | 3 - 1 | Cafeteros de Yauco       | 25-22, 25-22, 23-25, 25-20        |
| 7ª giornata - 8 ottobre 2021 Coliseo Manuel Iguina, Arecibo              | Capitanes de Arecibo     | 1 - 3 | Changos de Naranjito     | 25-18, 22-25, 23-25, 20-25        |
| 8ª giornata - 10 ottobre 2021 Coliseo Gelito Ortega, Naranjito           | Changos de Naranjito     | 3 - 0 | Gigantes de Carolina     | 25-20, 25-21, 25-14               |
| 9ª giornata - 14 ottobre 2021 Coliseo Gelito Ortega, Naranjito           | Changos de Naranjito     | 3 - 1 | Capitanes de Arecibo     | 25-17, 19-25, 25-17, 25-21        |
| 10ª giornata - 16 ottobre 2021 Coliseo Raúl "Pipote" Oliveras, Yauco     | Cafeteros de Yauco       | 3 - 2 | Changos de Naranjito     | 27-25, 27-25, 20-25, 17-25, 16-14 |
| 11ª giornata - 22 ottobre 2021 Coliseo Gelito Ortega, Naranjito          | Changos de Naranjito     | 3 - 1 | Mets de Guaynabo         | 21-25, 33-31, 25-23, 25-18        |
| 12ª giornata - 24 ottobre 2021 Coliseo Félix Méndez Acevedo, Lares       | Patriotas de Lares       | 0 - 3 | Changos de Naranjito     | 19-25, 11-25, 19-25               |
| 13ª giornata - 29 ottobre 2021 Coliseo Gelito Ortega, Naranjito          | Changos de Naranjito     | 2 - 3 | Indios de Mayagüez       | 14-25, 25-20, 25-19, 21-25, 9-15  |
| 14ª giornata - 31 ottobre 2021 Coliseo Luis Aymat Cardona, San Sebastián | Caribes de San Sebastián | 3 - 2 | Changos de Naranjito     | 25-20, 25-18, 25-27, 19-25, 15-9  |

#### Play-off
| Quarti di finale (gara 1) - 6 novembre 2021 Coliseo Gelito Ortega, Naranjito            | Changos de Naranjito     | 3 - 1 | Capitanes de Arecibo     | 25-21, 21-25, 25-22, 25-23        |
| Quarti di finale (gara 3) - 10 novembre 2021 Coliseo Gelito Ortega, Naranjito           | Changos de Naranjito     | 3 - 1 | Indios de Mayagüez       | 25-21, 21-25, 25-22, 25-22        |
| Quarti di finale (gara 5) - 14 novembre 2021 Coliseo Manuel Iguina, Arecibo             | Capitanes de Arecibo     | 3 - 2 | Changos de Naranjito     | 23-25, 25-22, 18-25, 25-21, 15-5  |
| Quarti di finale (gara 6) - 16 novembre 2021 Palacio de Recreación y Deportes, Mayagüez | Indios de Mayagüez       | 3 - 1 | Changos de Naranjito     | 22-25, 25-13, 25-18, 25-16        |
| Semifinali (gara 1) - 22 novembre 2021 Coliseo Mario Morales, Guaynabo                  | Mets de Guaynabo         | 3 - 0 | Changos de Naranjito     | 25-22, 25-22, 25-20               |
| Semifinali (gara 2) - 24 novembre 2021 Coliseo Gelito Ortega, Naranjito                 | Changos de Naranjito     | 3 - 0 | Mets de Guaynabo         | 25-22, 25-23, 28-26               |
| Semifinali (gara 3) - 26 novembre 2021 Coliseo Mario Morales, Guaynabo                  | Mets de Guaynabo         | 2 - 3 | Changos de Naranjito     | 15-25, 21-25, 25-21, 25-23, 8-15  |
| Semifinali (gara 4) - 28 novembre 2021 Coliseo Gelito Ortega, Naranjito                 | Changos de Naranjito     | 3 - 0 | Mets de Guaynabo         | 25-16, 25-19, 25-16               |
| Semifinali (gara 5) - 30 novembre 2021 Coliseo Mario Morales, Guaynabo                  | Mets de Guaynabo         | 2 - 3 | Changos de Naranjito     | 19-25, 25-23, 26-24, 23-25, 12-15 |
| Finale (gara 1) - 5 dicembre 2021 Coliseo Gelito Ortega, Naranjito                      | Changos de Naranjito     | 2 - 3 | Caribes de San Sebastián | 17-25, 31-33, 25-21, 31-29, 12-15 |
| Finale (gara 2) - 7 dicembre 2021 Coliseo Félix Méndez Acevedo, Lares                   | Caribes de San Sebastián | 1 - 3 | Changos de Naranjito     | 25-18, 20-25, 17-25, 21-25        |
| Finale (gara 3) - 9 dicembre 2021 Coliseo Gelito Ortega, Naranjito                      | Changos de Naranjito     | 1 - 3 | Caribes de San Sebastián | 19-25, 25-14, 23-25, 27-29        |
| Finale (gara 4) - 11 dicembre 2021 Coliseo Félix Méndez Acevedo, Lares                  | Caribes de San Sebastián | 2 - 3 | Changos de Naranjito     | 26-28, 19-25, 25-19, 30-28, 13-15 |
| Finale (gara 5) - 13 dicembre 2021 Coliseo Mario Morales, Guaynabo                      | Changos de Naranjito     | 2 - 3 | Caribes de San Sebastián | 25-21, 18-25, 26-28, 25-16, 10-15 |
| Finale (gara 6) - 17 gennaio 2022 Coliseo Luis Aymat Cardona, San Sebastián             | Caribes de San Sebastián | 0 - 3 | Changos de Naranjito     | 20-25, 20-25, 21-25               |
| Finale (gara 7) - 19 gennaio 2022 Coliseo Gelito Ortega, Naranjito                      | Changos de Naranjito     | 3 - 0 | Caribes de San Sebastián | 25-15, 25-20, 25-23               |

## Statistiche

### Statistiche di squadra
| Competizione | Punti | In casa | In casa | In casa | In trasferta | In trasferta | In trasferta | Totale | Totale | Totale |
| Competizione | Punti | G       | V       | P       | G            | V            | P            | G      | V      | P      |
| ------------ | ----- | ------- | ------- | ------- | ------------ | ------------ | ------------ | ------ | ------ | ------ |
| LVSM         | 30    | 14      | 10      | 4       | 15           | 9            | 6            | 29     | 19     | 10     |
| Totale       | -     | 14      | 10      | 4       | 15           | 9            | 6            | 29     | 19     | 10     |

G = partite giocate; V = partite vinte; P = partite perse